# Gestaltoid
Gestaltoid ist ein Begriff, der von dem britischen Evolutionsbiologen Richard Dawkins benutzt wird, um Lebensformen oder deren Organe und Produkte zu bezeichnen, die zweckmäßigen Artefakten ähneln, oder die andere Lebensformen, die nicht mit ihnen verwandt sind, imitieren (sog. Mimikry), so dass sie Zweifel an ihrer Entstehung im Zuge der natürlichen Selektion wecken. Der im Englischen wie im Deutschen substantivisch und adjektivisch verwendete Begriff bezieht sich auf den auch im Englischen geläufigen deutschen „Gestalt“-Begriff. Der Suffix -oid (von altgriechisch -οειδής (-oeidēs) oder -ειδής (-eidēs): Form, Gestalt) bedeutet -förmig oder -ähnlich. 
Während Vertreter einer Schöpfungslehre aus der Unwahrscheinlichkeit perfekter bzw. komplizierter Formgebung von Lebewesen den Schluss ziehen, dass es einen intelligenten Schöpfer oder zumindest eine zielgerichtete Evolution (so Michael Denton) geben müsse, verweist Dawkins auf den illusionären Charakter einer gezielten Gestaltung des Lebens und seiner Formen. Zu erklären bleibt allerdings der Verlauf großer evolutionärer Sprünge, die zu zweckmäßigen gestaltoiden „Designs“ führen. Dawkins spricht in diesem Zusammenhang von der Überwindung eines „Unwahrscheinlichkeitsgebirges“, bei dem in Millionen Jahren ein gangbarer Weg zu suchen ist, was er anhand der Variation der Zwischenformen der Evolution des Auges vom einfachen Becherauge bis zum Auge der Wirbeltiere zu erklären sucht. Ein Problem des Erklärungsansatzes von Dawkins, der den ultimativen Nutzen der gestaltoiden Objekte fokussiert, besteht in der langzeitigen Existenz nicht perfekter Zwischenformen, die keine wirkliche Selektionsvorteile besitzen. Dawkins kann daher auch fast übergangslose Sprünge im Evolutionsgeschehen (wie sie von Stephen Jay Gould postuliert werden) nicht völlig ausschließen.

## Beispiele
Von Dawkins angeführte Beispiele für Gestaltoide sind etwa der Große Fetzenfisch, der sich in seinem Lebensraum perfekt wie Braunalgen tarnt, oder die präkarnivore („fleischfressende“ Pflanze ohne eigenes Verdauungssystem) Nepenthes pervillei, eine passive Fallgrube mit feststehendem Deckel, die Insekten in ihren schlauchartigen Blatttrichter lockt. Die Tiere rutschen an der glatten Oberfläche ab und werden am Boden des Trichters von Maden und Bakterien verdaut, die von der Pflanze mit Sauerstoff versorgt werden.

## Andere Begriffsverwendung
Gelegentlich wurde der Begriff gestaltoid bereits früher im Kontext der Gestaltpsychologie benutzt.